# Erre (Nord)
Erre é uma comuna francesa na região administrativa de Altos da França, no departamento do Norte. Estende-se por uma área de 5.88 km². Em 2010 a comuna tinha 1 598 habitantes (densidade: 271,8 hab./km²).